# Неце
Неце (њем. Neetze) општина је у њемачкој савезној држави Доња Саксонија. Једно је од 43 општинска средишта округа Линебург. Према процјени из 2010. у општини је живјело 2.626 становника. Посједује регионалну шифру (AGS) 3355026.

## Географски и демографски подаци
Неце се налази у савезној држави Доња Саксонија у округу Линебург. Општина се налази на надморској висини од 37 метара. Површина општине износи 26,8 km². У самом мјесту је, према процјени из 2010. године, живјело 2.626 становника. Просјечна густина становништва износи 98 становника/km².